# BMW HP2 Enduro
Die BMW HP2 Enduro ist ein geländegängiges Motorrad des deutschen Fahrzeugherstellers BMW. Die Enduro kam im Herbst 2005 auf dem Markt und basiert technisch auf der Reiseenduro BMW R 1200 GS K25. Die Modellbezeichnung HP2 steht für High Performance (deutsch Hochleistung), die Baureihe hat den Werkscode K25H und die Fahrzeug-Identifizierungsnummer (FIN) lautet 0369. Von August 2004 bis 2006 wurden insgesamt 2910 Einheiten im BMW-Werk Berlin in Spandau hergestellt. Verkaufsstart war im September 2004, im August 2006 wurde die Produktion der HP2 Enduro unmittelbar von der Supermoto BMW HP2 Megamoto abgelöst. Der Abverkauf ging noch bis in das Jahr 2008.

## Technische Daten

### Antrieb

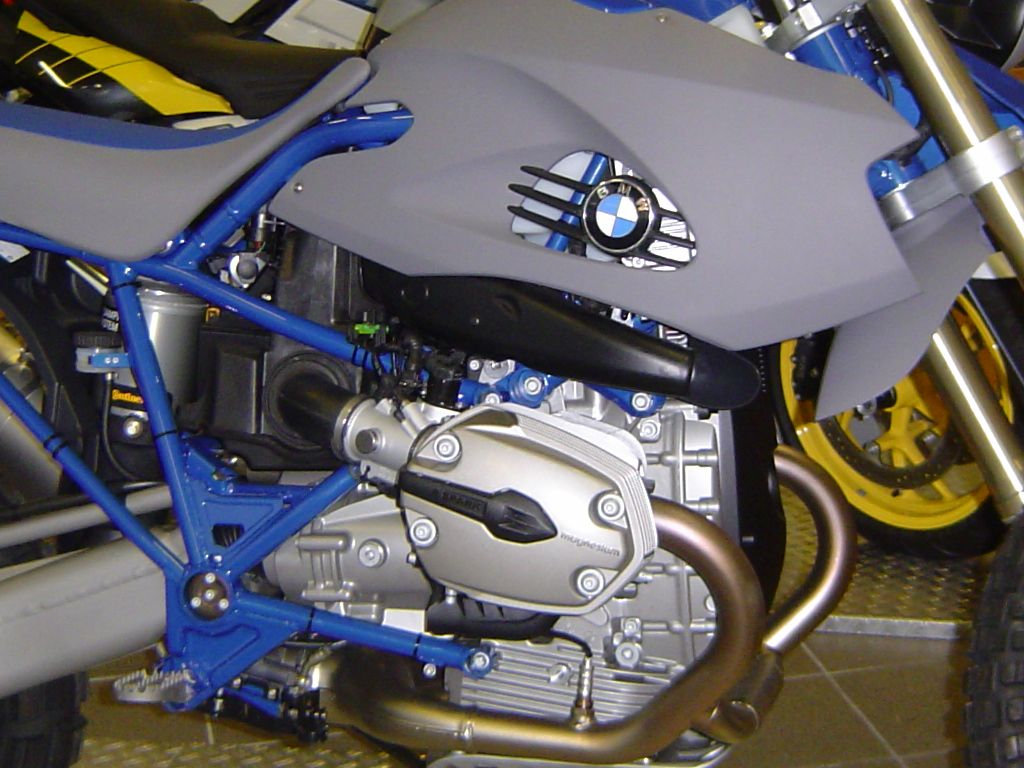
Boxermotor

Die HP2 wird von einem luft- und ölgekühlten Boxermotor angetrieben. Der Viertaktmotor hat zwei Zylinder und je eine Nockenwelle und vier Ventile pro Zylinder. BMW entfernte die zentrale Ausgleichswelle der GS, wodurch der Motor um 1,5 kg leichter wird und schneller hochdreht. Die zwei Zylinder haben eine Bohrung von ⌀ 101 mm Durchmesser, die Kolben einen Hub von 73 mm bei einem Verdichtungsverhältnis von 11:1. Die exponierten Ventildeckel sind aus Magnesium. Der Ansaugschnorchel ist leicht modifiziert und trägt einen demontierbaren Spritzwasser-Abweiser.
Die Einscheibentrockenkupplung wird hydraulisch betätigt. Das Getriebe hat sechs Gänge. Im Sekundärantrieb überträgt eine Kardanwelle mit zwei Gelenken das Drehmoment vom Getriebeausgang zur Hinterachse. Das Motorrad beschleunigt in 3,2 Sekunden von 0 auf 100 km/h und erreicht eine Höchstgeschwindigkeit von 200 km/h.

### Fahrwerk
Die HP2 hat ein eigenständiges Fahrwerk mit einem Gitterrahmen aus Stahlrohren. Das Rahmenlayout basiert auf Erfahrungen mit dem Rallye-Motorrad BMW R 900RR (1999–2001). Der Motor ist im Gegensatz zur GS kein mittragendes Element. Der breite Lenker kann durch asymmetrisch gebohrte Lenkerklemmböcke in zwei unterschiedlichen Stellungen positioniert werden.

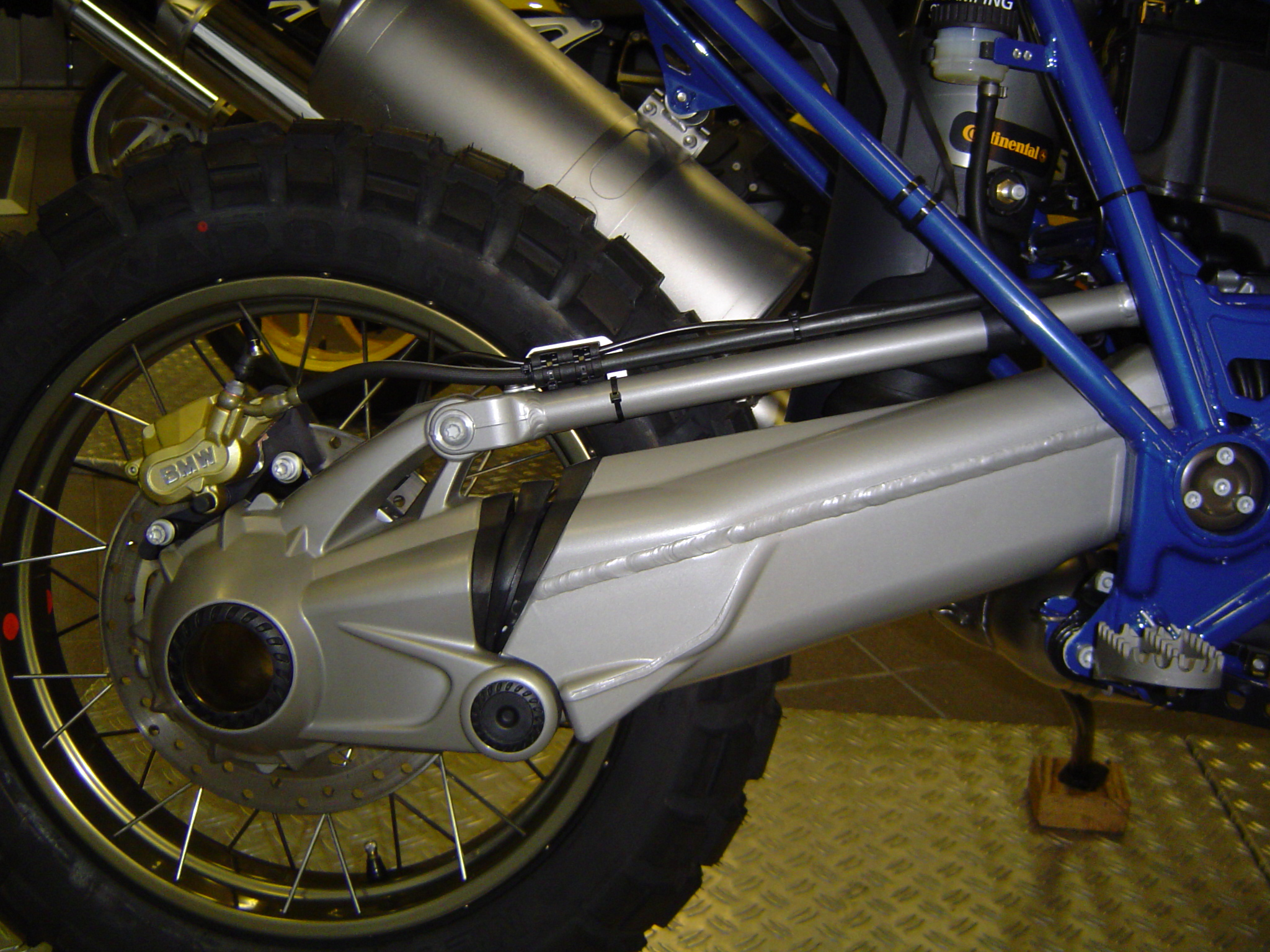
Paralever

Das Vorderrad wird statt von einem schweren Telelever von einer massiven Upside-down-Gabel mit 45 mm Standrohr-Durchmesser und 270 mm Federweg geführt. Der Lenkkopfwinkel beträgt 60,5 Grad, der Nachlauf 127 mm. Das zulässige Gesamtgewicht liegt bei 380 kg. Die hintere Aluminium-Einarmschwinge mit Paralever-Momentabstützung hat ein Luft-Feder-Dämpfersystem von Continental mit 250 mm Federweg.
Eine schwimmend gelagerte Scheibenbremse mit 305 mm Durchmesser und einem 4-Kolben-Festsattel verzögert das Vorderrad. Am Hinterrad arbeitet eine Scheibenbremse mit 265 mm Durchmesser und Doppel-Kolben-Schwimmsattel.
Die HP2 wird serienmäßig mit Kreuzspeichenrädern ausgeliefert. Die Felgengrößen betragen vorn 1,85×21″ und hinten 2,50×17″. Die Bereifung hat vorne die Maße 90/90-21 54R und hinten 140/80-17 69R. Die Enduro hat eine Bodenfreiheit von 29 cm.

### Leistung-/Verbrauchswerte
Der durchschnittliche Kraftstoffverbrauch beträgt 5,7 Liter auf 100 km. Der Kraftstofftank ist aus Polyethylen und fasst 13 Liter, davon sind 2 Liter Reserve. Der Hersteller empfiehlt die Verwendung von Motorenbenzin mit einer Klopffestigkeit von mindestens 98 Oktan, aufgrund der Klopfregelung kann auch Treibstoff mit 95 Oktan verwendet werden. Ein geregelter Katalysator senkt die Schadstoffe unter die Grenzwerte der Abgasnorm Euro-3.

### Ausstattung
Bei der Ausstattung wurde auf einige BMW-übliche Merkmale wie Antiblockiersystem, Drehzahlmesser, Hauptständer, Sozius-Fußrasten und Koffersystem verzichtet. Eine serienmäßige Wasserwaage dient zum Ausbalancieren des voll einstellbaren Fahrwerks. Optional erhältlich waren Heizgriffe, 17"-Supermoto-Speichenräder für Straßenreifen, ein Enduro-Kraftstofftank, eine niedrigere Sitzbank und Gepäcktaschen für Tank und Heck. Die Enduro war ausschließlich in der Farbkombination „Indigo Blue/Alaska Gray“ erhältlich.
Konkurrenzmodell mit vergleichbarer Fahrwerksauslegung und Motorleistung war die KTM 950 Super Enduro R.

## Kritiken
„Technikfreaks wird begeistern, wie BMW es geschafft hat, ein übermotorisiertes und eigentlich zu schweres Fahrzeug mit viel Technik-Einsatz geländegängig zu machen. In Wahrheit wird es der HP2 aber ähnlich wie der Superenduro von KTM ergehen. Viele Käufer werden sich nicht finden, bei den hauseigenen Enduro-Trainings und Events wird sie aber ein beliebtes Fahrzeug werden.“

„Im Gelände überrascht die neue Enduro vor allem den eher ungeübten Piloten, dem sie ungeahnte ‚Freude am Fahren‘ vermittelt. Unbeirrt zieht die BMW durch den Dreck, erklimmt scheinbar mühelos steilste Hügel, fährt wieder abwärts und nimmt dem Fahrer alle Angst. Allerdings hemmt die Boxer-spezifische Bauweise mit den breiten Zylinderköpfen das Vorankommen in engen ausgefahrenen Spuren, obendrein droht an den üppigen Ausbuchtungen links und rechts des Motors bei einem Sturz ein brachialer Schaden. Das bremst dann doch etwas den Vorwärtsdrang.“

“The GS is a street rider's way of probing those hard to reach places, but the HP2 is the answer for off-roaders who want to leave their buddies in the dust when the going gets rough. BMW has opened the door for any serious dirt rider who can afford a $19,990 retail price to transform themselves into a modern day explorer.”

„Die GS ist für Straßenfahrer, um sich an schwierig erreichbaren Orten zu versuchen, während die HP2 die Antwort für Geländefahrer ist, die ihre Kumpels im Staub zurücklassen wollen, sobald es richtig uneben wird. BMW hat die Türen weit geöffnet für ernsthafte Geländefahrer, die sich 19.999 US-Dollar leisten können, um sich in einen modernen Entdecker zu verwandeln.“

“It’s hard to recommend the BMW HP2 unless you really want one or you have the use of a lot of open land or desert. BMW’s own R1200GS is better on the road, as is KTM’s 950/990 Adventure – and they’re much cheaper, more practical and, in most cases, as good as the HP2 off-road.”

„Es ist schwierig, die BMW HP2 zu empfehlen, sofern man nicht wirklich eine haben möchte oder weites Freiland oder Wüste nutzen kann. Die R1200GS von BMW ist auf Straße besser, genauso wie die KTMs 950/990 Adventure – und um einiges günstiger, praktischer und in den meisten Fällen genauso gut im Gelände wie die HP2.“

“Of course that begs the question, impressive as this dirty Boxer is, can a 400-plus-pound (fully gassed), $20,000 motorcycle be taken seriously as an off-roader? In the HP2’s case, amazingly, yes, but that’s not really what’s going on here. This bike signifies a return to roots and a refocusing.”

„Das führt zu der Frage, ob dieser beeindruckende Boxer mit einem Gewicht von vollgetankt über 400 Pfund und einem Preis von 20.000 Dollar wirklich als Geländemotorrad angesehen werden kann. Im Fall der HP2 überraschenderweise ja, doch darum geht es hier nicht so sehr. Dieses Motorrad symbolisiert eher eine Rückkehr zu den Wurzeln und eine Neufokussierung.“